# Lodowiec wiszący

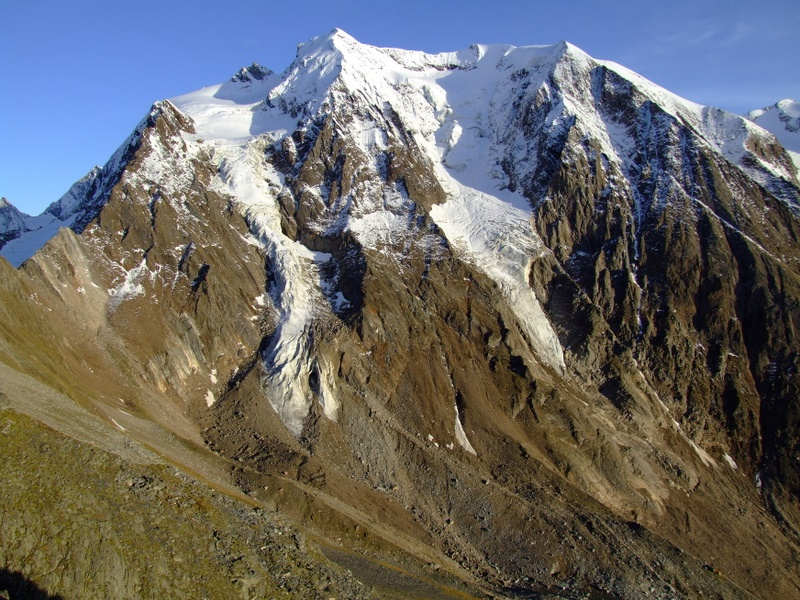
Lodowce wiszące – Alpy Zillertalskie, masyw Hochfeilera 3510 m

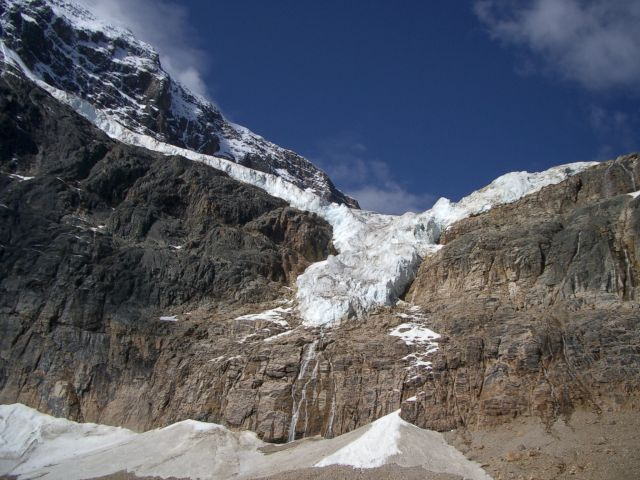
Lodowiec wiszący – Angel Glacier

Lodowiec wiszący (ang. hanging glacier, niem. Hanggletscher) – rodzaj lodowca górskiego, którego czoło zawieszone jest nad stromym zboczem skalnym. Bryły lodu pochodzące z obrywów czoła mogą zasilać lodowce regenerowane (ang. reconstituted glacier) u podnóża ściany skalnej.